# Ophiomyia lucidella
Ophiomyia lucidella är en tvåvingeart som beskrevs av Spencer 1977. Ophiomyia lucidella ingår i släktet Ophiomyia och familjen minerarflugor. Inga underarter finns listade i Catalogue of Life.